# تثلیث مربع
در هندسه، تثلیث مربع نوعی مسئله قطعه بندی است که شامل بریدن یک مربع به قطعاتی است که می‌توان آنها را طوری کنار هم چید که سه مربع یکسان تشکیل دهند.

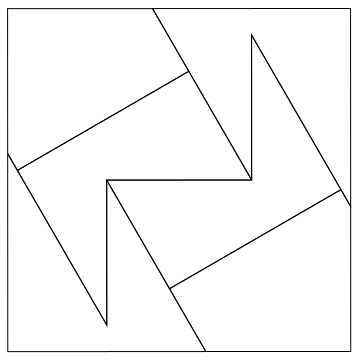
تثلیث مربع با استفاده از ۶ قطعه با مساحت یکسان (۲۰۱۰).

## تاریخچه
قطعه بندی یک مربع به سه قسمت همنهشت، یک مسئله هندسی است که قدمت آن به دوران طلایی اسلام می‌رسد. صنعتگری که بر هنر زلیج تسلط داشت، برای دستیابی به موزاییک‌های افسانه ای خود با اشکال هندسی پیچیده، به تکنیک‌های ابتکاری نیاز داشت. اولین راه حل برای این مشکل در قرن دهم پس از میلاد توسط ریاضیدان ایرانی ابوالوفاء بوزجانی (۹۴۰–۹۹۸) در رسالهٔ خود تحت عنوان "در مورد ساخت‌های هندسی لازم برای صنعتگر" (فیما یحتاج الیه الصانع من الاعمال الهندسه) ارائه شد. ابوالوفا از راه حل خود برای نشان دادن قضیه فیثاغورس نیز استفاده کرد. این اثبات هندسی قضیه فیثاغورس در سالهای 1835 - 1840 توسط هنری پریگال دوباره کشف شد و در سال ۱۸۷۵ منتشر گردید

## جستجوی حالت بهینه
زیبایی یک قطعه بندی به پارامترهای مختلفی بستگی دارد. با این حال، جستجو برای راه حل‌هایی با حداقل تعداد قطعات متداول است. تثلیث مربع پیشنهاد شده توسط ابوالوفاء به دور از حداقل بودن، از ۹ قطعه استفاده می‌کند. در قرن چهاردهم، ابوبکر الخلیل دو راه حل ارائه داد که یکی از آنها از ۸ قطعه استفاده می‌کند. در اواخر قرن هفدهم، ژاک اوزانام به این مسئله بازگشت و در قرن نوزدهم، راه حل‌هایی با استفاده از ۸ و ۷ قطعه پیدا شد، که یکی از آنها مربوط به ریاضیدان ادوارد لوکاس بود. در سال ۱۸۹۱ هنری پریگال اولین راه حل شناخته شده با تنها ۶ قطعه را منتشر کرد (به تصویر زیر مراجعه کنید). امروزه، هنوز هم قطعه بندی‌های جدید یافت می‌شوند (به تصویر بالا مراجعه کنید) و این حدس که ۶ حداقل تعداد قطعات لازم است هنوز ثابت نشده‌است.

## کتابشناسی - فهرست کتب
- Frederickson, Greg N. (1997). Dissections: Plane and Fancy. Cambridge University Press. ISBN 0-521-57197-9.
- Frederickson, Greg N. (2002). Hinged Dissections: Swinging and Twisting. Cambridge University Press. ISBN 0-521-81192-9.
- Frederickson, Greg N. (2006). Piano-hinged Dissections: Time to Fold!. en:A K Peters. ISBN 1-56881-299-X.